# Luật Hòa giải ở cơ sở 2013
Luật Hòa giải ở cơ sở 2013 (số ký hiệu: 35/2013/QH13) là văn bản quy phạm pháp luật quy định về việc xã hội hóa quá trình giải quyết tranh chấp, mâu thuẫn, vi phạm pháp luật của người dân ở các cộng đồng dân cư vùng cơ sở của Việt Nam, được ban hành năm 2013 bởi Quốc hội Việt Nam khóa XIII. Với nguyên tắc thúc đẩy hoạt động hòa giải ở các cộng đồng dân cư cơ bản của xã hội theo hướng tự nguyện, giảm thiểu tranh chấp tại các tòa án và cơ quan có thẩm quyền của nhà nước, nâng cao dân trí và tăng cường việc hiểu biết pháp luật của người dân ở mọi vùng miền, luật này được nghiên cứu để xây dựng, nâng cấp từ một pháp lệnh trở thành luật. Luật chính thức có hiệu lực từ ngày 1 tháng 1 năm 2014, luật hóa Điều 127, Hiến pháp 1992 vào thời điểm mà Hiến pháp 2013 được ban hành và không còn quy định cụ thể về vấn đề này.
Luật gồm năm chương, 33 điều, định nghĩa hòa giải ở cơ sở, hòa giải viên, tiến trình thực hiện hòa giải và trách nhiệm của các chủ thể trong hoạt động này. Theo đó, khi các cá nhân, gia đình, tổ chức có mâu thuẫn, tranh chấp, vi phạm pháp luật thì có thể yêu cầu tiến hành hòa giải trên cơ sở tự nguyện, do các hòa giải viên, tổ hòa giải được bầu trong khu vực phụ trách tiến hành hòa giải, tùy thuộc vào từng trường hợp, trên cơ sở quy định của pháp luật, đạo đức xã hội, phong tục, tập quán địa phương. Hòa giải đi đến kết quả, nếu thành thì thực hiện thỏa thuận đã đạt được, và nếu không thành thì các bên có quyền yêu cầu tiếp tục hòa giải hoặc yêu cầu cơ quan, tổ chức có thẩm quyền giải quyết theo quy định của pháp luật.

## Bối cảnh

### Trước 2013
Ở Việt Nam, hoạt động hòa giải ở cơ sở được hiểu là việc hướng dẫn, giúp đỡ, thuyết phục các bên đạt được thoả thuận, tự nguyện giải quyết với nhau những việc vi phạm pháp luật và tranh chấp nhỏ nhằm giữ gìn đoàn kết trong nội bộ người dân, phòng ngừa, hạn chế vi phạm pháp luật, bảo đảm trật tự, an toàn xã hội trong cộng đồng dân cư, được tổ chức chính trị, cơ quan nhà nước xem là có vai trò to lớn, ý nghĩa quan trọng trong đời sống xã hội, hoạt động được xây dựng nhằm góp phần tăng cường tình đoàn kết trong cộng đồng dân cư, giữ gìn, phát huy bản sắc văn hóa của Việt Nam, giảm bớt các vụ việc phải chuyển đến Tòa án hoặc cơ quan nhà nước có thẩm quyền giải quyết, tiết kiệm thời gian, kinh phí cho các bên. Điều 127, Hiến pháp 1992 là điều khoản đầu tiên về lĩnh vực này, quy định:
"Ở cơ sở, thành lập các tổ chức thích hợp của nhân dân để giải quyết những việc vi phạm pháp luật và tranh chấp nhỏ trong nhân dân theo quy định của pháp luật".
Đảng Cộng sản Việt Nam – đảng cầm quyền – trong định hướng về chiến lược cải cách tư pháp đến năm 2020 cũng đề ra nhiệm vụ khuyến khích việc giải quyết một số tranh chấp thông qua thương lượng, hòa giải, trọng tài, mục đích xã hội là "xây dựng gia đình hạnh phúc, xóm, phố yên vui, thúc đẩy đất nước phát triển". Cụ thể hóa quy định của Hiến pháp, các văn bản được ban hành về hòa giải như Pháp lệnh về Tổ chức và hoạt động hòa giải ở cơ sở năm 1998 (Pháp lệnh 1998), Nghị định 160 hướng dẫn thi hành pháp lệnh này, và hai văn bản này là cơ sở pháp lý chủ yếu cho việc tổ chức và hoạt động hòa giải ở cơ sở. Năm 2012, Bộ Tư pháp thống kê các khía cạnh về hòa giải cơ sở, thống kê rằng: về tổ chức, đội ngũ, Việt Nam có 121.251 tổ hòa giải với 628.530 hoà giải viên, số lượng tổ hòa giải, hòa giải viên tăng lên đáng kể so với trước khi có Pháp lệnh 1998. Giai đoạn 1999–2012, tổng số vụ việc nhận hòa giải là 4.358.662, trong đó, hòa giải thành là 3.488.144 vụ, đạt tỷ lệ 80% góp phần giải quyết các mâu thuẫn, vi phạm pháp luật và tranh chấp nhỏ ở cơ sở.

### Các vướng mắc pháp lý
Bộ Tư pháp – cơ quan phụ trách vấn đề pháp lý về hòa giải cơ sở – sau khi nghiên cứu thực tế đã nhận định rằng, bên cạnh những kết quả đã đạt được, công tác hòa giải ở cơ sở đã bộc lộ những tồn tại, hạn chế cần được hoàn thiện. Bộ cho rằng hai văn bản Pháp lệnh 1998 và Nghị định 160 chưa quy định đầy đủ, cụ thể về cơ chế, chính sách cho công tác hòa giải ở cơ sở, trong đó có quyền và nghĩa vụ của hòa giải viên; quyền được bồi dưỡng kiến thức pháp luật, nghiệp vụ, kỹ năng hòa giải ở cơ sở, được cung cấp tài liệu pháp luật liên quan đến hoạt động hòa giải; năng lực của đội ngũ hòa giải viên chưa đáp ứng được yêu cầu, ảnh hưởng đến kết quả hòa giải thành ở một số địa phương. Việc khen thưởng, chế độ đãi ngộ, thù lao đối với hòa giải viên chưa được ghi nhận, chưa kịp thời tôn vinh các hòa giải viên giỏi; chính sách hỗ trợ về kinh phí cho hoạt động của tổ hòa giải chưa được quy định, do đó, hoạt động của tổ hòa giải gặp nhiều khó khăn. Tổ chức chính trị – xã hội là Mặt trận Tổ quốc Việt Nam chưa được quy định về hòa giải cơ sở; chưa phân định rõ ràng trách nhiệm và cơ chế phối hợp của hệ thống Mặt trận với cơ quan tư pháp từ trung ương đến địa phương không rõ ràng, dẫn đến tình trạng nhiều nơi cho rằng công tác hòa giải ở cơ sở là công việc, trách nhiệm của ngành tư pháp, khiến hoạt động mất đi sự chủ động. Bộ Tư pháp khẳng định rằng chính cơ quan này là chủ thể chịu trách nhiệm trước Chính phủ thực hiện quản lý nhà nước về hòa giải ở cơ sở nhưng các quy định bảo đảm cho việc thực hiện chức năng này của bộ nói riêng và tư pháp địa phương nói chung chưa được quy định đầy đủ; trách nhiệm của các bộ, ngành liên quan trong hoạt động hòa giải ở cơ sở chưa được quy định; trách nhiệm của Ủy ban nhân dân các cấp trong việc thực hiện quản lý nhà nước về công tác hòa giải còn chung chung.
Bộ Tư pháp cho rằng, nguyên nhân các vướng mắc pháp lý gồm: các quy định về tổ chức, hoạt động, quản lý hòa giải ở cơ sở chưa đầy đủ, cụ thể và thống nhất, tức thiếu luật áp dụng; một số địa phương, cấp ủy, chính quyền chưa thực sự nhận thức đày đủ bản chất, ý nghĩa, tầm quan trọng của công tác hòa giải ở cơ sở đối với đời sống xã hội, cơ quan tư pháp các cấp nhiều nơi chưa thực sự chủ động, chưa làm tốt vai trò tham mưu giúp Ủy ban nhân dân cùng cấp trong quản lý công tác hòa giải ở địa phương. Bên cạnh đó, sự phối hợp giữa cơ quan tư pháp các cấp và hệ thống Mặt trận trong quản lý công tác này chưa hiệu quả. Ngoài ra, việc huy động nguồn lực cho công tác hòa giải ở cơ sở chưa được tiến hành một cách đồng bộ và thống nhất, đội ngũ cán bộ làm công tác quản lý nhà nước về hòa giải phải kiêm nhiệm nhiều việc, thiếu đi sự bồi dưỡng kiến thức pháp luật và nghiệp vụ hòa giải ở một số địa phương, và kinh phí dành cho công tác này gần như không có, nhất là ở miền núi, vùng sâu, vùng xa, chế độ, chính sách đối với hòa giải viên chưa được đảm bảo.

### Soạn thảo, ban hành
Trên cơ sở thực tế về hòa giải cơ sở và báo cáo những vướng mắc pháp lý từ cơ quan chuyên môn, Chính phủ quyết định giao cho Bộ Tư pháp nhiệm vụ nghiên cứu soạn thảo luật về hòa giải ở cơ sở, xây dựng trên cơ sở những quan điểm chỉ đạo là: thể chế hóa chủ trương, chính sách của Đảng về phát huy dân chủ, xây dựng và hoàn thiện nhà nước pháp quyền xã hội chủ nghĩa; bảo đảm phù hợp với Điều 127, Hiến pháp 1992, đồng bộ, thống nhất với các văn bản khác trong hệ thống pháp luật Việt Nam; nâng cao vị trí, vai trò của xã hội, trước hết là Mặt trận Tổ quốc Việt Nam, tiếp tục xã hội hóa hoạt động này; và kế thừa Pháp lệnh 1998, luật hóa một số quy định của Nghị định 160, đồng thời tham khảo, tiếp thu có chọn lọc kinh nghiệm hòa giải của một số nước trong khu vực và trên thế giới. Đầu năm 2012, Ban soạn thảo và Tổ biên tập Luật Hòa giải ở cơ sở được thành lập, trưởng ban là Bộ trưởng Bộ Tư pháp Hà Hùng Cường, phó ban là Thứ trưởng Nguyễn Thúy Hiền. Dự thảo luật này được trình lên Ủy ban Thường vụ Quốc hội để xin ý kiến, được thảo luận tại kỳ họp thứ tư của Quốc hội, sau đó được chỉnh lý, sửa đổi các vấn đề theo hướng "mềm dẻo" các quy định hơn cho phù hợp với ý nghĩa của vấn đề "hòa giải". Theo đó, dự thảo luật được trình lên Quốc hội tại kỳ họp thứ năm, được thông qua vào ngày 20 tháng 6 năm 2013.

## Cấu trúc
Luật có năm chương, 33 điều, thay thế và chấm dứt hiệu lực của Pháp lệnh về Tổ chức và hoạt động hòa giải ở cơ sở năm 1998 của Ủy ban Thường vụ Quốc hội Việt Nam khóa X, từ ngày 1 tháng 1 năm 2014.
| Chương | Tên                                                               | Điều  | Tổng |
| ------ | ----------------------------------------------------------------- | ----- | ---- |
| I      | Những quy định chung                                              | 1–6   | 6    |
| II     | Hòa giải viên, tổ hòa giải                                        | 7–15  | 9    |
| III    | Hoạt động hòa giải ở cơ sở                                        | 16–27 | 12   |
| IV     | Trách nhiệm của cơ quan, tổ chức trong hoạt động hòa giải ở cơ sở | 28–30 | 3    |
| V      | Điều khoản thi hành                                               | 31–33 | 3    |
| 5      | Tổng cộng                                                         | 33    | 33   |

## Nội dung chính

### Phạm vi và nguyên tắc
—Luật 35/2013/QH13, khoản 1 Điều 2.
Luật này quy định về nguyên tắc, chính sách của Nhà nước về hòa giải ở cơ sở, hòa giải viên, tổ hòa giải; hoạt động hòa giải ở cơ sở; trách nhiệm của cơ quan, tổ chức trong hoạt động hòa giải ở cơ sở. Nguyên tắc hòa giải ở cơ sở là hoạt động tự nguyện, tự quản của người dân, do chính người dân thực hiện dưới sự quản lý và có sự hỗ trợ của Nhà nước; luật quy định hoạt động hòa giải của Ủy ban nhân dân cấp xã, hòa giải tại tòa án, hòa giải thương mại, trọng tài, hòa giải lao động theo quy định của các luật khác có liên quan không thuộc phạm vi điều chỉnh của luật này. Về phạm vi, luật quy định phạm vi hoà giải ở cơ sở theo hướng loại trừ, chỉ quy định các trường hợp không được hòa giải, gồm: ảnh hưởng đến quá trình cơ quan có thẩm quyền xử lý hành vi vi phạm pháp luật, không được lợi dụng hòa giải ở cơ sở để trốn tránh trách nhiệm hành chính, hình sự; đối tượng của hòa giải ở cơ sở là các mâu thuẫn, tranh chấp, vi phạm mà theo quy định của pháp luật chưa đến mức bị xử lý bằng biện pháp hình sự hoặc biện pháp hành chính. Nguyên tắc chung của luật là nêu rõ hòa giải ở cơ sở nhằm góp phần làm giảm nguy cơ phát sinh phức tạp từ các tranh chấp, mâu thuẫn; hướng đến xây dựng lối sống văn hóa, đoàn kết trong cộng đồng dân cư; hạn chế các vụ, việc phải đưa đến các cơ quan có thẩm quyền giải quyết. Bên cạnh đó là bao quát các vấn đề phát sinh cần được hòa giải ở cơ sở ngay cả thời điểm hiện tại cũng như sẽ xảy ra trong tương lai để có thể điều chỉnh các mâu thuẫn, tranh chấp có tính đa dạng, linh hoạt thuộc nhiều lĩnh vực khác nhau liên quan đến đời sống hàng ngày của của từng cá nhân, gia đình và cộng đồng, phụ thuộc vào nhiều yếu tố như cơ cấu dân cư, điều kiện kinh tế xã hội, vị trí địa lý vùng miền.
Luật khuyến khích các bên giải quyết mâu thuẫn, tranh chấp bằng hình thức hòa giải ở cơ sở và các hình thức hòa giải thích hợp khác; khuyến khích những người có uy tín trong gia đình, dòng họ, cộng đồng dân cư tham gia hòa giải ở cơ sở theo chính sách tạo điều kiện và hỗ trợ từ nhà nước; khuyến khích sự đóng góp của các tổ chức, cá nhân. Một điểm mới quan trọng của luật so với Pháp lệnh 1998 là quy định về phát huy vai trò nòng cốt của Mặt trận Tổ quốc Việt Nam và các tổ chức thành viên của Mặt trận trong công tác hòa giải ở cơ sở, thể hiện đúng bản chất của hòa giải ở cơ sở là tự nguyện, tự quản. Ngoài ra, nhằm bảo đảm hiệu quả cho hoạt động hòa giải ở cơ sở, nhà nước hỗ trợ kinh phí nhưng không bao cấp toàn bộ, cụ thể là hỗ trợ biên soạn, phát hành tài liệu; tổ chức bồi dưỡng, hướng dẫn nghiệp vụ, kỹ năng về hòa giải ở cơ sở; sơ kết, tổng kết, khen thưởng đối với công tác hòa giải ở cơ sở; chi thù lao cho hòa giải viên theo vụ, việc và hỗ trợ các chi phí cần thiết khác cho hoạt động hòa giải ở cơ sở.

### Chủ thể phụ trách hòa giải
Chủ thể phụ trách hòa giải gồm hòa giải viên và tổ hòa giải. Theo đó, hòa giải viên là những người trực tiếp thực hiện hoạt động hòa giải và là trung tâm của hoạt động này. Các hòa giải viên được cộng đồng dân cư bầu, công nhận cho đến khi thôi làm hòa giải viên, có các tiêu chuẩn là: là công dân Việt Nam thường trú tại cơ sở, tự nguyện tham gia hoạt động hòa giải; có phẩm chất đạo đức tốt, có uy tín; có khả năng thuyết phục, vận động người dân; và có hiểu biết pháp luật. Tiến trình bầu hòa giải viên do trưởng ban công tác Mặt trận tiến hành cùng với sự phối hợp của trưởng thôn, tổ trưởng dân phố, theo mục đích là sự đồng ý của toàn thể người dân bầu, chọn được hòa giải viên đáp ứng tiêu chí dễ dàng tiếp cận các bên để tìm hiểu thông tin, phân tích, hướng dẫn các bên tự nguyện hòa giải với nhau hoặc thoả thuận được về việc giải quyết mâu thuẫn, tranh chấp phát sinh. Hình thức tổ chức bầu hòa giải viên thông qua việc tổ chức cuộc họp đại diện các hộ gia đình hoặc phát phiếu lấy ý kiến các hộ gia đình trong thôn, tổ dân phố; người được bầu làm hòa giải viên phải được trên 50% đại diện hộ gia đình trong thôn, tổ dân phố đồng ý.
Hòa giải viên có quyền được bồi dưỡng kiến thức pháp luật, nghiệp vụ, kỹ năng hòa giải ở cơ sở; được hưởng thù lao khi thực hiện vụ, việc hòa giải; được khen thưởng; được hỗ trợ, tạo điều kiện để khắc phục hậu quả nếu gặp tai nạn hoặc rủi ro ảnh hưởng đến sức khỏe, tính mạng trong khi thực hiện hoạt động hòa giải, không hành chính hóa tổ chức cũng như hoạt động hòa giải ở cơ sở, có tiến hành rà soát, đánh giá về tổ chức và hoạt động của tổ hòa giải hàng năm. Về phần tổ hòa giải, đơn vị này có bản chất là tổ chức tự quản, được thành lập để hòa giải tại chỗ, thường xuyên, kịp thời các mâu thuẫn, tranh chấp, vi phạm pháp luật trong cộng đồng, về thành phần thì có quy định thành viên như tổ hòa giải phải có hòa giải viên nữ; đối với vùng đồng bào dân tộc thiểu số, tổ hòa giải cần có hòa giải viên là người dân tộc thiểu số.

### Hoạt động hòa giải
Hòa giải được tiến hành trực tiếp, bằng lời nói với sự có mặt của các bên. Tùy thuộc vào vụ, việc cụ thể, trên cơ sở quy định của pháp luật, đạo đức xã hội, phong tục, tập quán tốt đẹp của người dân, hòa giải viên áp dụng các biện pháp thích hợp nhằm giúp các bên hiểu rõ về quyền lợi, trách nhiệm của mỗi bên trong vụ, việc để các bên thỏa thuận việc giải quyết các mâu thuẫn, tranh chấp và tự nguyện thực hiện thỏa thuận đó. Hòa giải viên có trách nhiệm ghi nội dung vụ, việc hòa giải vào sổ theo dõi hoạt động hòa giải ở cơ sở do Bộ Tư pháp quy định mẫu. Hòa giải có kết quả là hòa giải thành hoặc không thành. Trong đó, hòa giải thành là trường hợp các bên đạt được thỏa thuận. Khác với hoạt động hòa giải tại tòa án, trọng tài (hình thức hòa giải trong tố tụng) hay hòa giải do đơn vị hòa giải cấp xã thực hiện theo quy định của Luật Đất đai 2013, hòa giải ở cơ sở là hình thức hòa giải do người dân thực hiện trên cơ sở tự nguyện của các bên. Do đó, văn bản hòa giải thành ở cơ sở chỉ là sự ghi nhận thỏa thuận của các bên, thể hiện sự ràng buộc mang ý nghĩa đạo lý, danh dự mà không phải là quyết định công nhận sự thỏa thuận của các đương sự trong vụ án, vụ việc dân sự. Trường hợp các bên không đồng ý thì có quyền khởi kiện theo quy định của pháp luật. Về hòa giải không thành, đây là trường hợp các bên không đạt được thỏa thuận, và ở khía cạnh này, các bên có quyền yêu cầu tiếp tục hòa giải hoặc yêu cầu cơ quan, tổ chức có thẩm quyền giải quyết theo quy định của pháp luật.